# Nigramma
Nigramma is een geslacht van vlinders van de familie Uilen (Noctuidae), uit de onderfamilie Stictopterinae.

## Soorten
- N. acutipennis Robinson, 1975
- N. albicans Pagenstecher, 1900
- N. dialeuca Hampson, 1905
- N. elongata Hulstaert, 1924
- N. firmamentum Berio, 1973
- N. lapidaria Walker, 1864
- N. lignea Wileman & South, 1920
- N. longipennis Hampson, 1912
- N. lophophora Hampson, 1912
- N. malgassica Kenrick, 1917
- N. melanosticta Wileman & West, 1928
- N. perlignealis Walker, 1863
- N. perstrialis Hampson, 1918
- N. polymorpha Hampson, 1905
- N. purpurascens Bethune-Baker, 1906
- N. pyraloides Walker, 1864
- N. quadratifera Walker, 1863
- N. rotundipennis Robinson, 1975
- N. rubripictalis Hampson, 1918
- N. subfasciata Walker, 1865
- N. todara Hampson, 1912